# Taillefer (massif des Bauges)
Pour les articles homonymes, voir Taillefer.
Le Taillefer, anciennement montagne de Taillefer, est une montagne de France située en Haute-Savoie, dans le massif des Bauges. Ce crêt est situé dans le même alignement que les rocs de la Combe et le roc du Four Magnin, parallèlement au roc des Bœufs au sud-ouest et à la montagne du Charbon au sud-est, au sud du lac d'Annecy. Le Taillefer s'avance dans le lac d'Annecy en une petite presqu'île sur laquelle s'élève le château de Châteauvieux à Duingt. Sur son flanc oriental a été exploitée une carrière à ciel ouvert et son extrémité nord est traversée par le tunnel de Duingt.

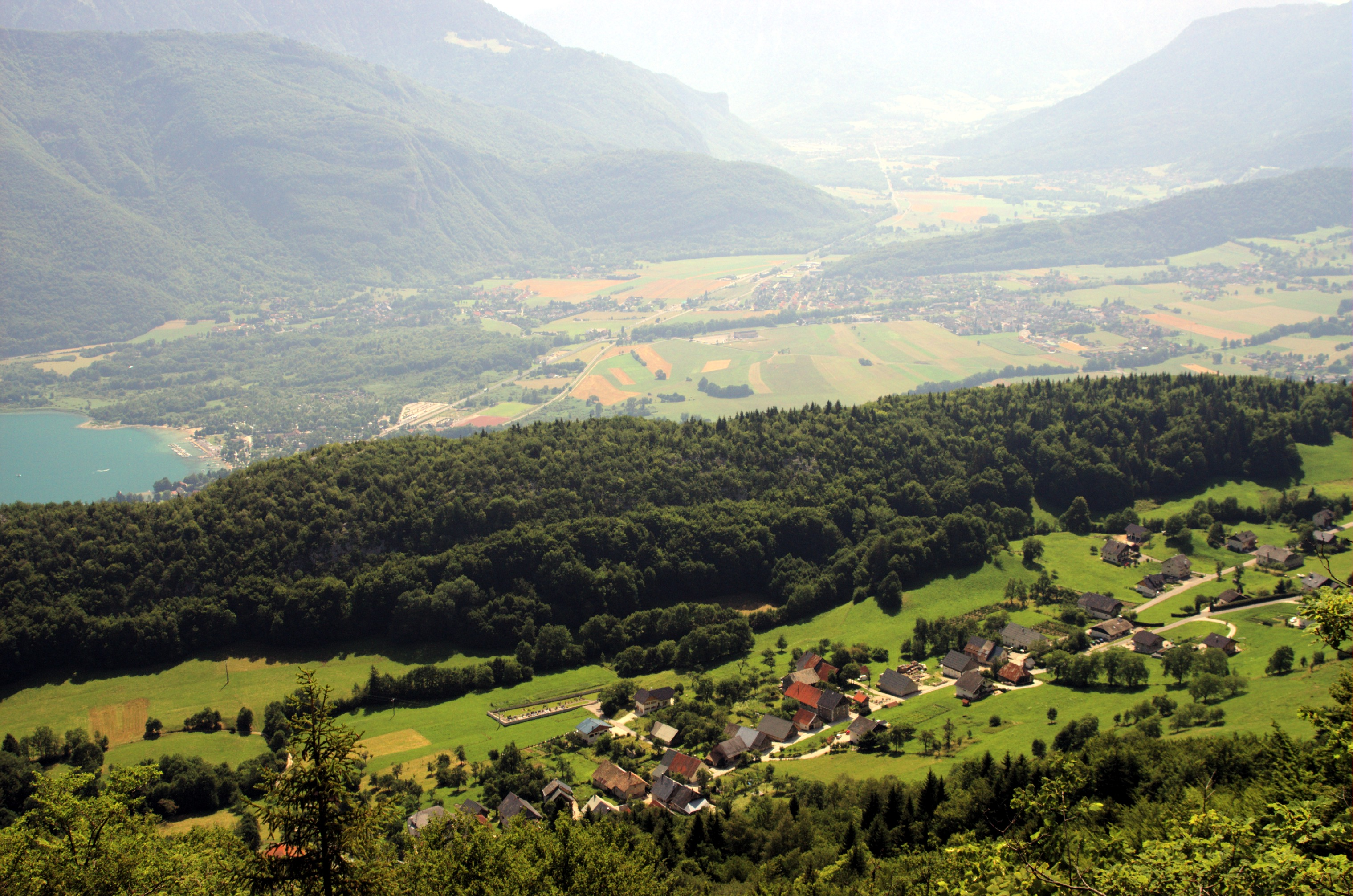
Vue depuis le roc des Bœufs au nord-ouest d'Entrevernes, du Taillefer et plus bas de la plaine au sud du lac d'Annecy avec notamment le village de Doussard.

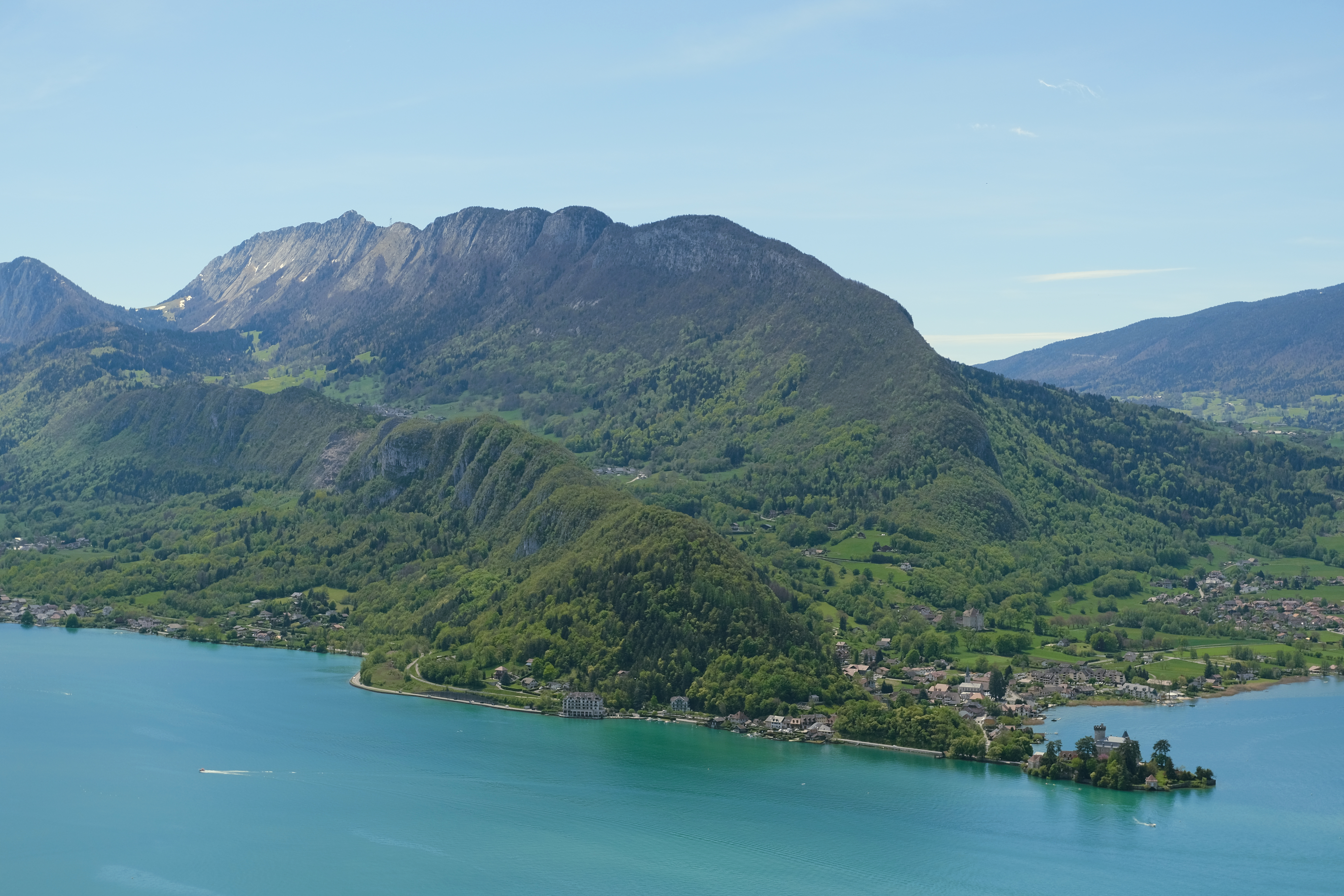
Vue depuis l'ermitage Saint-Germain au nord-est du Taillefer s'avançant dans le lac d'Annecy et dominé par le roc des Bœufs.